# Grundvattenbåge

Grundvattenbågar mellan täckdiken

Grundvattenbåge innebär inom hydrologin att grundvattenytan i ett dikessystem är högre mellan grenledningarna (eller tegdikena) än vid själva täckdiket (eller grendiket). Grundvattenytan blir ofta bågformig, därav namnet grundvattenbåge. En grundvattenbåge uppträder bara när överskottsvatten dräneras bort.

## Bakgrund och praktisk tillämpning
Grundvattenbågens form beror på både markens vattengenomsläpplighet och dikesavståndet. En låg vattengenomsläpplighet i alven ger en hög grundvattenbåge, som då måste kompenseras med ett litet dikesavstånd. En högre vattengenomsläpplighet ger däremot en flackare grundvattenbåge, som medger ett större dikesavstånd. 
Detta förutsätter att grundvatten tillförs via grundvattenbildning från nederbörd. Om grundvattenbildningen under lång tid är noll, kommer grundvattenbågen att utjämnas helt och dikena eller dräneringsrören upphöra att transportera bort vatten.
Grundvattenbågens höjd (och därmed ett lämpligt dikesavstånd) kan beräknas med Hooghoudts formel.